# João Argirópulo
João Argirópulo (1414 - Florença, 26 de junho de 1487; em grego: Ιωάννης Αργυρόπουλος; romaniz.: Ioannis Argirópoulos; em italiano:  Giovanni Argiropulo, cujo sobrenome aparece também como Argyropulus, Argyropulos ou Argyropulo) foi um filósofo e humanista grego, um dos acadêmicos imigrantes pioneiro no renascimento da cultura clássica na Europa ocidental no século XV. Ele teve um papel preponderante no renascimento da filosofia grega na Itália e traduziu obras filosóficas e teológicas para o latim, além de produzir obras retóricas e teológicas em seu próprio nome. Ele dividia seu tempo entre a Itália e Constantinopla.

## Primeiros anos
João Argirópulo nasceu em 1415, em Constantinopla, de pais gregos e lá estudou teologia e filosofia. Como professor, ele teve como alunos o acadêmico Constantino Láscaris. Ele foi também era o representante oficial a serviço de um dos governantes da Moreia bizantina e foi enviado numa missão diplomática à Itália em 1439 no Concílio de Florença. Em 1444 ele recebeu uma graduação da Universidade de Pádua antes de retornar a Constantinopla.
Quando Constantinopla caiu em 1453, ele deixou a cidade e seguiu para o Peloponeso. Em 1456 ele se refugiou na Itália, onde ele trabalhou como professor durante o renascimento da filosofia grega nas universidades de Pádua, Florença e Roma e como chefe do departamento grego na Universidade de Florença, chamada de "Estádio Florentino". Em 1471, durante uma epidemia de peste negra, ele se mudou para Roma, onde ele continuou a lecionar grego até a sua morte.
Argirópulo se esforçou muito para transpor a filosofia grega para a Europa ocidental e teve como alunos pessoas como Pietro de' Medici, Lorenzo de' Medici, Angelo Poliziano e Johann Reuchlin.
Estudantes de diversas partes da Europa vinham às suas aulas de grego e de filosofia grega. Leonardo da Vinci provavelmente compareceu a algumas delas. Ele foi membro da delegação bizantina ao Concílio de Ferrara-Florença e deixou diversas traduções latinas, incluindo muitas das obras de Aristóteles. As principais obras foram as traduções das seguintes partes da obra do filósofo grego: Categoriae, De Interpretatione, Analytica Posteriora, Physica, De Caelo, De Anima, Metaphysica, Ethica Nicomachea, Politica; além de uma Expositio Ethicorum Aristotelis. Diversas delas ainda existem em manuscritos.